# Slam Stewart
Leroy Eliot 'Slam' Stewart (ur. 21 września 1914 w Englewood, zm. 10 grudnia 1987 w Binghamton) – amerykański basista jazzowy. Wcześniej grał również na skrzypcach.

## Życiorys
Stewart urodził się w Englewood, stan New Jersey w 1914 roku. Podczas uczęszczania do Boston Conservatory, usłyszał Raya Parry’ego śpiewającego i grającego jednocześnie na skrzypcach. To dało mu inspiracje do wykonywania podobnych rzeczy na swoim basie. W 1937 roku Stewart wraz z Slimem Gaillardem stworzył duet Slim and Slam. Największym przebojem był „Flat Fleet Floogie (with a Floy Floy)” z 1938 roku.
Stewart regularnie grywał w latach 40. z wielkimi jazzowymi wykonawcami jak Art Tatum, sekstet Benny’ego Goodmana czy wielu innych. Jedna z najbardziej znanych sesji miała miejsce w 1945 roku, kiedy Stewart grał z grupą Dizzy’ego Gillespie. Z tejże sesji wyszły takie standardy bebopowe jak „Groovin' High” czy „Dizzy Atmosphere”.
Umarł w 1987 roku w Binghamton, stan Nowy Jork.

## Dyskografia

### Albumy solowe
- Slam Stewart (1971)
- Fish Scales (1975)
- Two Big Mice (1977)
- Dialogue (1978)
- Shut Yo' Mouth! (1981)
- The Cats Are Swingin' (1987)
- Slam Bam (2000)
- Slamboree (2002)

### Kompilacje
- Bowin' Singin' Slam (1945)
- Memorial Album 1914-1987 (1978)
- 1945-1946 (1997)
- Jumpin' at the Deuces